# Astrid Cleve
Astrid Maria Cleve (Uppsala, 22 gennaio 1875 – Uppsala, 8 aprile 1968) è stata una botanica, chimica e geologa svedese.

## Giovinezza e formazione
Astrid Maria Cleve nacque il 22 gennaio 1875 a Uppsala (Svezia). Era la figlia maggiore di Per Teodor Cleve, un chimico, oceanografo e geologo, e di Caralma (Alma) Öhbom. Con le sue due sorelle più giovani, fu educata a casa da sua madre, una delle prime donne del paese ad avere completato il liceo, e attivista per i diritti delle donne. Tra gli undici e i tredici anni frequentò un istituto scolastico a Losanna, terminando la scuola secondaria a casa. Si iscrisse poi all'Università di Uppsala nel 1891, frequentando la facoltà di Scienze Naturali, e conseguì la laurea nel 1894..

## Carriera

### La chimica e i primi studi sulle diatomee
Nel 1895 Cleve fu assunta come assistente di chimica all'Università di Stoccolma. Iniziò le proprie ricerche sulle diatomee dei laghi ad alta quota della regione di Lule Lappmark, nel nord della Svezia.. 
Pubblicò sull'argomento lavori che identificano e descrivevano nuove specie, e studiò gli ecosistemi vegetali nelle regioni del Grande Nord e i loro adattamenti a questo ambiente difficile. Tra il 1896 e il 1898, pubblicò quattro articoli sui prodotti chimici azotati in strutture variabili e scoprì il peso atomico e varie proprietà dell'itterbio..
Cleve conseguì il dottorato nel maggio 1898 all'Università di Uppsala, all'età di 23 anni, con una tesi intitolata "Studier ofver några Svenska väksters groningstid och förstärkningstadium" ("Studi sul tempo di germinazione e sullo stadio giovanile di alcune piante svedesi"). Fu la seconda donna svedese a ottenere un dottorato e la prima in una disciplina scientifica.
Dal 1898 al 1902 lavorò come professore aggiunto di chimica all'Università di Stoccolma, che in quel periodo era all'avanguardia nel valorizzare professionalmente le donne. Durante il suo mandato a Stoccolma, pubblicò alcuni lavori sul lantanio e sul selenio..
Qui incontrò Hans von Euler-Chelpin, un biochimico tedesco-svedese, che sposò nel 1902 e lasciò il dipartimento di chimica. Ebbero tre figli: Ulf Svante, Georg e Karin. La coppia lavorò sui composti organici azotati, la sintesi di chetosi dalla formaldeide, i complessi metallo-ammoniaca, i prodotti chimici nella resina e la sintesi di alcoli industriali, e pubblicò congiuntamente diversi articoli. Cleve insegnò in diverse scuole secondarie e riprese poi le proprie ricerche sul plancton, pubblicando importanti studi sulla flora nei corpi idrici vicino a Stoccolma nel 1910 e nel 1912. Questi articoli sono ancora di grande interesse perché rappresentano l'unica fonte disponibile sulle caratteristiche del plancton delle diatomee prima dell'inquinamento che si è verificato nella regione di Stoccolma. Il suo matrimonio con von Euler terminò nel 1912.
Nel 1913 fu assunta come assistente biologica dalla "Commissione svedese di biologia idrografica" per studiare il plancton dello stretto dello Skagerrak. Nel 1917 pubblicò una monografia sull'argomento. Nello stesso anno si trasferì Värmland. Tra il 1920 e il 1925 diresse lo "Skoghallsverkens Forskningslaboratorium", il laboratorio forestale della società Uddeholm, e lavorò su argomenti quali la lignina che viene prodotta durante la fabbricazione della pasta al solfito e il modo di determinare il tenore di lignina di un determinato tipo di legno particolare, la composizione degli aghi di pino e di abete rosso, il ruolo dell'anidride carbonica nelle piante o i metodi di separazione dei sottoprodotti della pasta di legno, del petrolio e del carbone.. In parallelo a queste attività continuò ad insegnare, scrisse un libro di divulgazione scientifica sul selenio e un manuale di biochimica applicata.

### Geologia quaternaria e ulteriori studi sulle diatomee
Verso la fine degli anni Venti la ricerca di Cleve si concentrò nuovamente sulle diatomee fossili e contemporaneee del Mar Baltico e si estese alle questioni paleo-botaniche correlate, compresi i cambiamenti del livello delle acque del Baltico, che alla fine dell'era glaciale era un mare interno. Essa analizzò i limiti dello studio delle diatomee per determinare i cambiamenti avvenuti nel tempo nella connessione tra il Baltico e l'oceano; in questo campo infatti esistono dubbi sulla validità delle possibili ipotesi derivanti da tali ricerche a causa della possibilità di ri-deposizione di diatomee nel sedimento.
Entrò poi in conflitto con l'establishment scientifico scandinavo difendendo la "teoria dell'oscillazione". Questa teoria fu proposta da N.O. Holst nel 1899 e poi da Ernst Antevs nel 1921. Quando Cleve riformulò la teoria in una pubblicazione del 1923, fu nuovamente respinta dai geologi più affermati del tempo. La teoria sostiene che la superficie della Fennoscandia ha oscillato su e giù come un pendolo, perdendo il proprio slancio dopo lo scioglimento del inlandsis che la sovrastava. La sua insistenza sulla validità della teoria davanti alla Società Geologica di Stoccolma durò circa un anno, fino a quando non venne Cleve espulsa. Tra il 1927 e il 1928 fu coinvolta in una controversia con il geologo Henrik Munthe. Quest'ultimo aveva proposto di fare del "fiume Svea" a Degerfors un monumento nazionale. Anche Cleve sosteneva che il fiume Svea potesse diventare un monumento nazionale, ma riteneva che non fosse lo sbocco dell'antico lago Ancylus come invece sosteneva Munthe. La controversia diventò personale quando Munthe iniziò a difendere la propria interpretazione geologica sui giornali, e Cleve rispose accusamndolo di avere ragioni non scientifiche per sostenere la propria idea.
Tra il 1932 e il 1955, Cleve pubblicò diverse monografie sulla tassonomia delle diatomee. La prima, del 1932, copre 535 specie di diatomee esistenti e fossili - di cui 184 specie prima sconosciute in Svezia - trovate nel bacino di Tåkern. La seconda, apparsa due anni dopo, è il risultato di un lavoro sul campo in Lapponia. Il testo copre 673 specie del nord della Finlandia. Questi lavori la spinsero a intraprendere studi geologici condotti attraverso l'esame della flora di diatomee. Nello stesso anno pubblicò un lavoro sulla geologia quaternaria della regione. Iniziò anche a lavorare per il Servizio geologico svedese studiando le diatomee nei sedimenti post-glaciali. Nel 1951 viene pubblicata la sua monografia completa sulle diatomee svedesi e finlandesi, scritta in più di dieci anni. Ancora oggi in uso, "Die Diatomeen von Schweden und Finnland" copre circa 1.600 specie di diatomee e la loro tassonomia, distribuzione, ecologia e le specie fossili.. Continuò il suo lavoro sulla flora di queste regioni per molti anni, scoprendo nuove specie e correggendo la tassonomia. Dopo il suo ritorno all'Università di Uppsala nel 1945, lavorò presso il Dipartimento di Geologia e sviluppò nuove teorie sui cambiamenti del livello delle acque del Mar Baltico durante il periodo quaternario. Insegnò diatomologia dal 1947 al 1948 all'Istituto universitario di ecologia vegetale. Nel 1948 ricevette un diploma onorario, in quanto prima donna svedese a conseguire un dottorato. Ricevette una cattedra onoraria per i suoi studi sulle diatomee del 1955.
Cleve continuò a pubblicare articoli scientifici fino all'età di 86 anni..

## Controversie
Nel 2018 è stato chiesto di esaminare il cambio del nome di una strada intitolata a Cleve nei pressi dell'Ospedale universitario Karolinska dopo recenti rivelazioni che evidenziavano le simpatie per il nazismo che la stessa Cleve ebbe per gran parte della sua vita.

## Principali pubblicazioni scientifiche
- (EN)  On recent freshwater diatoms from Lule Lappmark in Sweden (1895)
- (SV)  Studier öfver några svenska växters groningstid och förstärkningsstadium (1898) Dissertation
- (SV)  Bidrag till kännedomen om ytterbium (1901)
- (SV)  Cyclotella bodanica i Ancylussjön: Skattmansöprofilen ännu en gång (1911)
- (SV)  Försök till analys av Nordens senkvartära nivåförändringar (1923), Geologiska Föreningen i Stockholm Förhandlingar
- (EN)  The diatoms of Finnish Lapland (1934)
- (SV)  Sundets plankton: sammansättning och fördelning (1937)
- (SV)  Bacillariaceen-assoziationen im nördlichsten Finnland (1939)
- (SV)  Natur und Alter der Strandflächen Finnlands: Eine spätquartäre Rekonstruktion (1943)
- (SV)  Die diatomeen von Schweden und Finnland I-V (1951-1955)
- (SV)  Was war der Svea älv? (1957)